# 王善勇
王善勇籍貫福建廈門市，原香港《大公報》助理總編輯，現任《藍莓日報》新聞總監。

## 生平
1980年，王善勇考入福建省泉州的華僑大學。
1982年來港與家人團聚，其先後在香港多家媒體工作，歷任《星島日報》、《香港商報》高級記者；《成報》首席記者；《東方日報》主筆；《文匯報》記者、編輯、港聞採訪主任、中國新聞部執行主任、台灣新聞主編；《大公報》校對、採訪主任、助理總編輯；《鏡報月刊》顧問等職務。同時，擔任亞洲電視、鳳凰衛視、香港衛視等電子媒體時事評論員；公職方面，王善勇曾擔任香港新聞工作者聯會理事、副總幹事；香港新聞界慶祝中華人民共和國國慶籌委會副秘書長、委員；香港中國商會行政總裁助理；香港中國茶文化國際交流協會理事、香港中華佛教文化院理事等職務。
2014年9月中王善勇由於家庭變故，與妻子提出離婚，並向報社提出辭職，離港前往加拿大溫哥華居住，卻被《博訊》雜誌、《前哨》雜誌等不良媒體，在未經查證的情況下，杜撰一篇繪聲繪影的所謂間諜身份報道，並由部份海內外媒體轉載，對其聲譽造成嚴重影響。
王善勇得悉有關報道後，立即委託香港律師向《博訊》雜誌、《前哨》雜誌、香港《明報》、香港《蘋果日報》等杜撰不實誹謗報道、轉載有關報道以及刊登影射報道的媒體發出律師函，要求上述媒體道歉並賠償，並保留法律追溯權利。
王善勇同時接受《亞洲周刊》訪問，《南華早報》中文網，台灣《旺報》，《澳門日報》及多家網站，刊登了王善勇的澄清及反駁謠言報道和聲明。王善勇於2015年返港，從事新聞教育工作，於香港恒生大學(前稱「恒生管理學院」)兼任講師，其後擔任香港恒生大學傳訊及公共事務處傳訊經理。王善勇目前擔任《藍莓日報》新聞總監，《屈機TV》時事評論員、《香港電台》特約時事評論員。